# Kateřina Daczická
Kateřina Daczická, celým jménem Kateřina Ludmila Anna Daczická z Heslova, (* 17. října 1975 Praha) je česká politička a daňová poradkyně, od roku 2024 zastupitelka Středočeského kraje, od roku 2018 zastupitelka a od roku 2022 radní města Kutná Hora, členka ODS. Pochází ze starobylého dříve šlechtického rodu Dačických z Heslova.

## Život
Narodila se v Praze a v Dušní studovala obchodní akademii. Po maturitě absolvovala Vysokou školu ekonomických studií a Bankovní institut v Praze a získala titul Ing. Od roku 2004 pracuje jako daňová poradkyně. V roce 2008 založila a vlastní společnost Ambition s.r.o. V roce 2010 založila Nadační fond Mikuláše Daczického z Heslova. S pomocí fondu se snaží podporovat penězi děti bez obědů ve školách v Kutné Hoře pomocí benefičních akcí, dotací.

### Rodina
S manželem Pavlem Slámou (* 1972), za kterého se provdala 13. května 2011 v Jemništi, má dceru Veroniku Sofii (* 2010) a Terezu Sofii (* 2015).

## Politika
V roce 2018 kandidovala v komunálních volbách do zastupitelstva a stala se jako nestraník za ODS zastupitelkou města Kutná Hora.
V roce 2022 kandidovala úspěšně opět do zastupitelstva města Kutná Hora jako nezávislá za ODS. Díky preferenčním hlasům byla zvolena jako 3 zastupitel (z 27) s největším počtem hlasů a jako první za ODS. V rámci zastupitelstva byla zvolena jako radní města Kutná Hora pro volební období 2022-2026.
Ve volbách do Senátu PČR v roce 2022 kandidovala v obvodu č. 40 – Kutná Hora. Se ziskem 14,61 % hlasů se umístila na 3. místě a do druhého kola voleb nepostoupila.
V krajských volbách v roce 2024 byla zvolena zastupitelkou Středočeského kraje, a to jako členka ODS na kandidátce subjektu „SPOLU (ODS + TOP 09 + KDU-ČSL)“.